# Austrophotismus
Austrophotismus is een geslacht van vliesvleugeligen uit de familie Eurytomidae. De wetenschappelijke naam van dit geslacht is voor het eerst geldig gepubliceerd in 1938 door Girault.

## Soorten
Het geslacht Austrophotismus omvat de volgende soorten:
- Austrophotismus daicles (Walker, 1839)
- Austrophotismus fallax (Boucek, 1988)